# 村山総合支庁

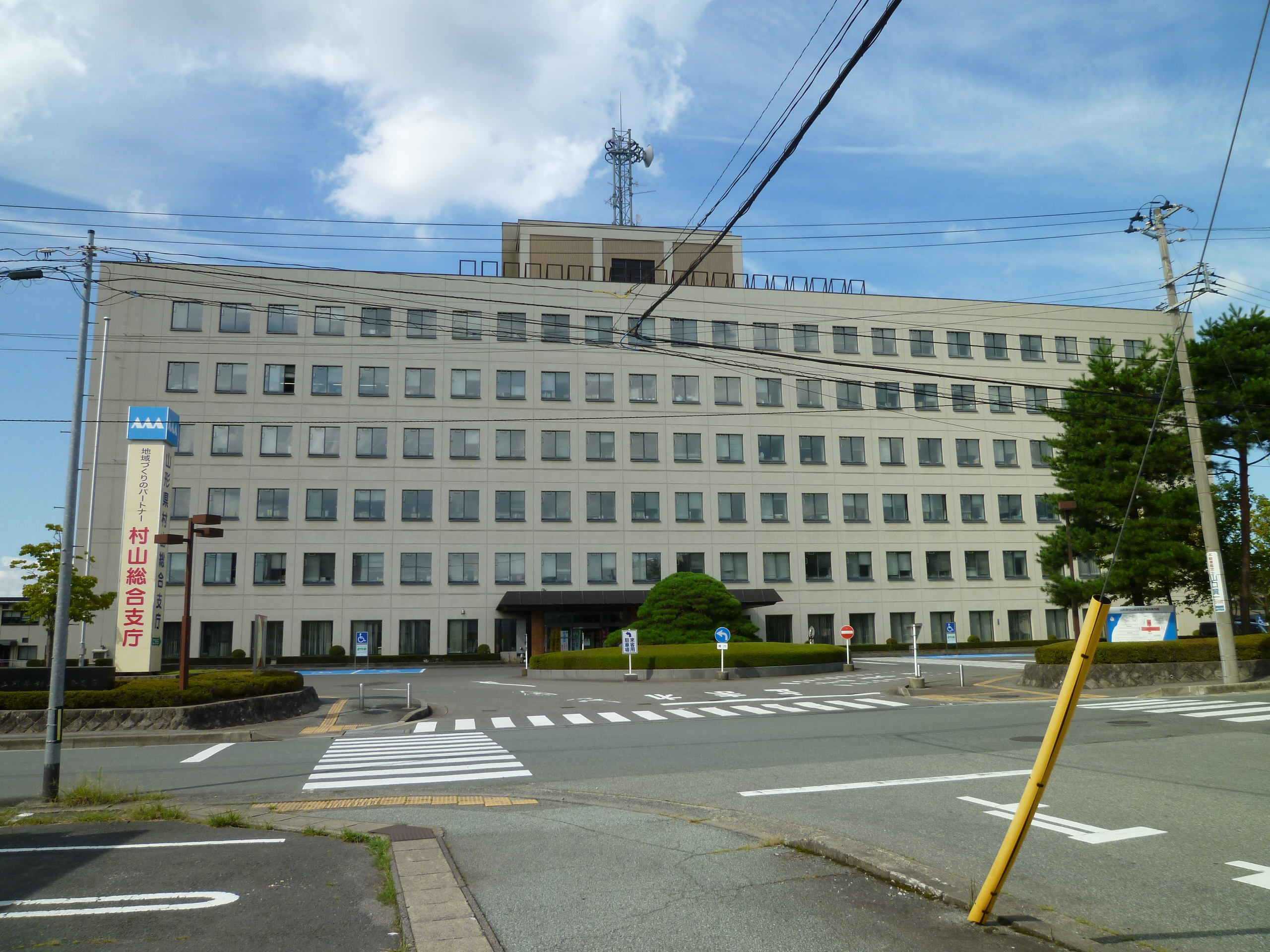
本庁舎外観

村山総合支庁（むらやまそうごうしちょう）は、山形県の支庁のひとつ。山形県内陸部の村山地方と呼ばれるブロックの14市町を所管区域とする。支庁の所轄範囲の地域自体を指す場合は、ブロック名を用いて、村山地方と呼ぶ場合が多い。

## 組織
山形県では2001年（平成13年）4月に、従来の地方事務所、保健所、農業改良普及センター、建設事務所などの県の出先機関をブロックごとに統合して総合支庁を設置した。
村山総合支庁の庁舎は山形市鉄砲町にあり、他の総合支庁と同じく総務企画部、保健福祉環境部、産業経済部、建設部が設置されている。
設置当初、村山総合支庁と置賜総合支庁には住民サービスの利便性や災害への迅速な対応のため分庁舎が設置され、村山総合支庁には西庁舎（寒河江市）と北庁舎（村山市）が設置されていた。2016年度（平成28年度）の見直しで分庁舎は地域振興局に改組された。

## 所在地
本庁舎
〒990-2492　山形市鉄砲町二丁目19-68
西村山地域振興局
〒991-8501　寒河江市大字西根字石川西355
北村山地域振興局
〒995-0024　村山市楯岡笛田四丁目5-1

## 所管市町村
- 山形市
- 寒河江市
- 上山市
- 村山市
- 天童市
- 東根市
- 尾花沢市
- 東村山郡
  - 山辺町 - 中山町
- 西村山郡

山形県 地域区分図
■橙：村山地方
■青：最上地方
■緑：置賜地方
■紫：庄内地方
（濃色が市部、淡色が郡部）

  - 河北町 - 西川町 - 朝日町 - 大江町
- 北村山郡
  - 大石田町